# Tomma Galonska
Tomma Galonska (* 21. November 1960 als Tomma Elisabeth Wember in Krefeld) ist eine deutsche Schauspielerin, Regisseurin, Performancekünstlerin und Dozentin für rhetorische Praxis.

## Frühe Jahre
Tomma Galonska kam durch ihren Vater, den Kunsthistoriker Paul Wember, und ihre Mutter, die Künstlerin Tomma Wember, früh in Kontakt mit der avantgardistischen Kunst der 1960er und 1970er Jahre. Sie zog 1979 nach Wien, studierte dort zunächst Schauspiel am Max-Reinhardt-Seminar und war (unter dem Namen Tomma Wember) etliche Jahre als Schauspielerin tätig. Nach ihrem ersten Engagement als Elevin am Burgtheater in Wien, war sie von 1981 bis 1984 Ensemblemitglied am Theater Bonn und spielte danach u. a. am Volkstheater in Wien, am Theater in der Josefstadt in Wien sowie an der Volksbühne Berlin. Überdies war sie Gastschauspielerin bei Tourneetheatern und spielte in Fernsehfilmen und Fernsehserien. 1990 stellte sie die Charlotte im ARD-Vierteiler Rote Erde dar. 1991 bis 1993 absolvierte sie ein zweites Studium in Schauspiel und Regie bei dem russischen Theaterlehrer George Shdanoff in Los Angeles.

## Karriere
Schon während ihrer Jahre als Schauspielerin hat sich Galonska für „das Verhältnis zwischen konventionellem und individuellem Sprechen“ interessiert. In den 2000er Jahren begann sie an eigenen Konzepten zu arbeiten. 2006 bis 2009 leitete sie die von ihr gegründete Schauspielzelle in München als ein Labor für angewandte ästhetische Forschung an der Schnittstelle von theatraler Sprechtechnik und kulturwissenschaftlicher Sprechakttheorie. Seither hat sich Galonska als „experimentierfreudige Theaterfrau einen Namen gemacht“. In zahlreichen Projekten hat sie einen akademisch und theaterpraktisch singulären Ansatz entwickelt, in dessen Zentrum das sprechende Subjekt steht.
Das Spektrum der Themen, die Tomma Galonska in ihren Produktionen bearbeitet, umfasst viele Aspekte des Sprachgebrauchs. So stellte sie 2008 eine Arbeit zur Sprache der Pharmazie vor, 2009 zeigte sie eine Musiktheaterproduktion über die Sprache der Erinnerung, 2011 setzte sie sich in dem Projekt physisch: GELD mit dem Vokabular des Konsums auseinander. Immer auch interkulturelle Aspekte mitdenkend, galten etliche ihre Arbeiten Dichterinnen und Dichtern außereuropäischer Kulturräume. Besonders zu nennen ist hier ihre Arbeit News 13:13 (2012), eine Langzeitperformance im Haus der Kunst in München, die der Poesie des afrokaribischen Dichters Aimé Césaire gewidmet war. Der Romanist Ernstpeter Ruhe schrieb dazu: „Tomma Galonska [kreiert] eine Performance, die es der Dichtung erlaubt, sich durch Zeit und Raum zu bewegen. Dies ist ein neuer Weg, um dem Ort näher zu kommen, von dem der Dichter spricht: ‚Ich bewohne den unausgebeuteten Raum.‘“ Wo Galonska sich den großen europäischen kanonischen Werken zuwendet (Aischylos, Dante, Shakespeare), konfrontiert sie ihr Publikum mit dem sprachlich tradierten kollektiven Gedächtnis. 2021 entwickelte die Künstlerin für den Denkraum Deutschland in der Pinakothek der Moderne in München die performative Installation Pentagon – Zur Verteidigung der Besinnung, für die sie Frauen mit ganz unterschiedlichen Lebenshintergründen „neue Stadtgeschichten“ schreiben ließ, die als performative Short-Cuts im Ausstellungsraum präsentiert wurden.
Seit 2017 ist Galonska Lehrbeauftragte der Universität Salzburg im Bereich Klassische Rhetorik und setzt sich für Lehr- und Lernarrangements zur Sprechfertigkeit im digitalen Zeitalter ein.

## Theater- und Filmarbeiten

### Theater und Performance (Auswahl)
- Überseezungen von Yoko Tawada. Gemeinsam mit der Pianistin Masako Ohta (Meta Theater München; Residenz Eichstätt; Seidlvilla München etc., 2007)
- Abschied von Jürg Laederach. Musiktheaterinszenierung über die Sprache der Phantasie (Festival neuer Dramatik München, 2008)
- vor dem verschwinden von Andrea Heuser. Liedkompositionen: Sidney Corbett  (Schwere Reiter Theater München, 2009–2016)
- Sprache & Gewalt – Rauminstallation für sich äußernde Subjekte (Schwere Reiter Theater München, 2009)
- physisch: Geld – Eine Show über den Mythos von Geld und Identität (Schwere Reiter Theater München, 2011)
- NEWS 13:13. Langzeitperformance zu Texten von Aimé Césaire (Haus der Kunst München, 2012)
- performance_recycled. Fünftägige Intervention mit Publikumsbeteiligung (Schauing/Schaustelle Pinakothek der Moderne München, 2013)
- Territorium wollen, Umsturz wollen, Liebe wollen, Rache wollen. Bearbeitung von William Shakespeares Historiendrama Heinrich VI. (Leonrod-Haus München, 2014)
- Das ist alles wahr – All this is true. Eine Arbeit zu Aischylos’ Die Perser für eine Schauspielerin mit Publikumsbeteiligung (Klangraum Düsseldorf u. a., 2016–2017)
- Echoraum: Ungarn (Festspiele Europäische Wochen Passau, 2019)
- Dantes Divina Commedia und die Betrachtung der Welt. Sprechkomposition (Klangraum Düsseldorf, 2019)
- Pentagon – Zur Verteidigung der Besinnung. Performative Installation (Pinakothek der Moderne München, Denkraum Deutschland, 2021)

### Filmografie
- 1986: Mit meinen heißen Tränen (Fernsehfilm)
- 1990: Rote Erde (TV-Serie)
- 1991: Malina (Kinofilm)
- 1995: Tödliche Besessenheit (Fernsehfilm)
- 1997: Die Babysitterin – Schreie aus dem Kinderzimmer (Fernsehfilm)
- 1998: Zugriff (TV-Serie)
- 2001: Polizeiruf 110: Fliegende Holländer (TV-Serie)

## Vorträge und Lecture Performances (Auswahl)
- Rhetorik im Widerstand – Oder: Freimütiges Nachdenken über das Inszenieren von Sprache in Kriegsstücken (Salzburg-Tübinger Rhetorikgespräche, 2016)
- Der Theatertext aus der Perspektive seiner Verkörperung (Ludwig-Maximilians-Universität München, 2017)
- Die Rede und ihre somatische Erfahrung (Salzburg-Tübinger Rhetorikgespräche, 2017)
- Das Bildwerk und seine Stimmen – Über die Vision des sichtbaren Sprechens in Dante Alighieris ‘Commedia‘ (Salzburg-Tübinger Rhetorikgespräche 2018)
- Artikulation als ein geistig-phonetisches Geschehen (Universität Regensburg, Zentrum für Sprache und Kommunikation, 2019)